# المرجلة (الرجم)

تعديل مصدري - تعديل

المرجلة هي إحدى قرى عزلة بني اسعد بمديرية الرجم التابعة لمحافظة المحويت، بلغ تعداد سكانها 150 نسمة حسب تعداد اليمن لعام 2004.